# Panty & Stocking with Garterbelt
Panty & Stocking with Garterbelt (パンティ＆ストッキングwithガーターベルト?, Panti & Sutokkingu with Gātāberuto) è un anime prodotto dalla Gainax, andato in onda dal 1º ottobre al 24 dicembre 2010 su BS NTV in Giappone mentre in Nord America è stato distribuito tramite il servizio online Crunchyroll.

## Trama
Panty e Stocking sono due angeli cacciati dal paradiso per via del loro comportamento immorale. Le due vengono inviate a Daten City - un composto delle parole giapponesi DATENSHI (堕天使, angelo caduto) e City città - un posto situato in una zona intermedia fra il paradiso e l'inferno, dove strani mostri chiamati "Ghost" o "Fantasmi" stanno seminando il terrore. Sotto il controllo del Reverendo Garterbelt, è compito di Panty e Stocking distruggere i Ghost, in modo da ricevere sufficiente credito per poter tornare in paradiso.

## Personaggi
Panty (パンティ?, Panti)
Doppiata da: Arisa Ogasawara (ed. giapponese), Rossa Caputo  (ed. italiana)
Panty Anarchy è una ragazza bionda e seducente con tendenze ninfomane sempre alla ricerca di uomini con cui fare sesso. Le sue mutandine si possono trasformare in una pistola chiamata Back Lace utile per sconfiggere i ghost di Daten City. Nella scena post credit dell'ultimo episodio, viene tagliata in 666 pezzi da Stocking.
Stocking (ストッキング?, Sutokkingu)
Doppiata da: Mariya Ise (ed. giapponese), Erica Necci (ed. italiana)
Stocking Anarchy è la più giovane fra i due angeli. È una Gothic Lolita dai capelli esteriormente blu e internamente rosa/fuxia, golosissima di dolci. Non le piacciono i cibi piccanti. Le sue calze si possono trasformare in un paio di spade chiamate Stripes I & II.
Garterbelt (ガーターベルト?, Gātāberuto)
Doppiato da: Kōji Ishii (ed. giapponese), Oreste Baldini (ed. italiana)
Reverendo di Daten City, Garterbelt è un grosso uomo nero con una larga pettinatura afro. Si occupa di spiegare alle ragazze le loro missioni ed è costantemente imbarazzato e arrabbiato dal loro comportamento. Sembra avere tendenze omosessuali e masochiste alle quali chiede a Chuck di soddisfare nei sotterranei della chiesa. Più avanti nella storia, si scoprirà che Garterbelt è l'essere umano più antico del mondo. Garterbelt crebbe nella periferia di Manhattan dandosi alla vita della criminalità, commettendo ogni genere di crimine, scalando presto la vetta diventando il capo della città. Ciononostante, Garterbelt, non provò alcuna gioia in tutto ciò che ottenne, lasciando intendere che non era mai stato felice nella propria vita, venendo infine ucciso dai suoi stessi uomini per occupare la sua posizione. Convinto di finire all'inferno per il male che aveva compiuto sulla terra, Garterbelt, contro ogni aspettativa, si ritrovò in purgatorio, seduto su una sedia con un capello da somaro in testa. Per espiare le sue colpe, Il cielo lo designò a essere il commissionario divino per adempire la volontà divina sulla terra. Garterbelt si rifiutò in ogni modo di adempire il compito, convinto che uno come lui, non sarebbe mai potuto essere perdonato. Il cielo lo rispedì con la forza sulla terra mandandolo ai tempi della preistoria rendendolo immortale. Garterbelt iniziò così a pellegrinare sulla terra assistendo ai cambiamenti universali del mondo e all'avvento del genere umano arrivando ai tempi moderni. Osservando i massacri perpetrati dagli uomini nelle loro guerre, ne restò distrutto. Garterbelt comprese infine che il suo viaggio non era senza scopo e che giunto alla meta avrebbe trovato la vera felicità.
Chuck (チャック?, Chakku)
Doppiato da: Takashi Nakamura (ed. giapponese), Riccardo Suarez (versi, ed. italiana)
Cucciolo di compagnia di Panty e Stocking, spesso vittima di varie sevizie da parte delle due padrone. Non è chiaro di che tipo di animale si tratti, ma sembra essere immortale. Nell'ultimo episodio dimostrerà di potersi trasformare in un possente toro-dragone demoniaco. In questa nuova forma, Chuck, possiede una immensa forza e velocità, ed è in grado di lanciare raggi di energia dalla bocca. Tramite la cerniera di cui dispone è in grado di chiudere, le brecce dimensionali tra l'inferno e la terra.
Brief (ブリーフ?, Burīfu)
Doppiato da: Hiroyuki Yoshino (ed. giapponese), Riccardo Suarez (ed. italiana)
Un ragazzo balbuziente, coi capelli rossicci che gli coprono gli occhi, autoproclamatosi cacciatore di ghost. È innamorato di Panty. Nonostante le apparenze sotto i capelli ha un aspetto affascinante. Le sue mutande se prese da Panty possono trasformarsi in un fucile angelico.
Honekoneko (ホネコネコ?)
Un gatto di peluche senziente che Stocking porta sempre con sé e che spesso fa a brandelli quando è di cattivo umore.
See-Through (シースルー?, Sī Surū)
La jeep di colore rosa che Panty e Stocking guidano senza alcun rispetto per il codice stradale.
Scanty (スキャンティ?, Sukyanti)
Doppiata da: Yuka Komatsu (ed. giapponese), Isabella Benassi (ed. italiana)
Scanty è un demone, ha la pelle rossa e i capelli verdi ed è ossessionata dalle regole. Con la sorella Kneesocks, Scanty pianifica vari piani che consistono in uccidere o comunque umiliare le sorelle Anarchy, ma falliscono sempre. Scanty indossa due paia di mutandine che si trasformano in due revolver chiamate Double Gold Lacytanga.
Kneesocks (ニーソックス?, Nīsokkusu)
Doppiata da: Ayumi Fujimura (da Akeno Watanabe nella seconda serie) (ed. giapponese), Veronica Benassi (ed. italiana)
Kneesocks è un demone ed è la sorella minore di Scanty. Ha la pelle rossa, porta gli occhiali e ha i capelli blu. Ha un'ossessione per le regole come la sorella, ma è più calma e più composta. Indossa due calze che si trasformano in un paio di falci chiamate Double Gold Spandex. Curiosamente, benché esse siano demoni, svolgono un ruolo completamente opposto, poiché impongono regole e danno disciplina per dare un’educazione alla gente. Cosa opposta a ciò che fanno Panty e Stocking le quali fanno quello che vogliono senza vergogna.
Fastener (ファスナー?, Fasunā)
Doppiata da: Miki Makiguchi (prima serie) e Yūko Natsuyoshi nella seconda serie, Rossa Caputo  (versi, ed. italiana)
Mascotte e spalla di Scanty e Kneesocks, nonché rivale di Chuck, Fastener si presenta come una creatura succuba rosa simile a un roditore con cerniere che gli coprono il corpo. Chuck lo odia profondamente poiché, dai tempi della scuola, gli ha sempre rovinato la vita, come: umiliandolo con degli scherzi di fronte a tutti e rubandogli la ragazza. Non è consapevole (come Chuk del resto) che la diavoletta del suo cervello, ha una relazione sentimentale con il diavoletto nel cervello di Chuck. Fastener come Chuck, possiede una trasformazione segreta, diventando un drago idra a due teste.

## Fantasmi
Spiriti maligni che infestano il mondo terreno a metà tra il paradiso e l'inferno. Essi si formano dal risentimento delle anime umane e dai desideri che non sono stati realizzati. Poiché non hanno ricevuto pace continuano ad errare nel Limbo. Tutta via, vi sono alcuni fantasmi che non sono spinti da azioni malvagie mostrandosi neutrali e pacifici. Sono i principali avversari che affrontano Panty e Stocking durante la serie. Ogni volta che un fantasma viene distrutto, lascia alcune monete angeliche necessarie a Panty e Stocking per tornare in paradiso. Ogni volta che un fantasma è sconfitto, automaticamente la campana della chiesa cittadina inizia a suonare, segno che lo spirito è stato purificato e ha trovato la pace.
- Giant Brown: fantasma nato dalla morte di un idraulico rimasto soffocato dal tanfo eccessivo nelle fogne della città. Il suo corpo è composto interamente dalle feci e dai liquami della città. È il primo spettro a comparire nella serie.

- Crazy Crazy Cabbie: in vita era un autista di taxi amante della velocità. Prendendo male una curva, cadde giù da una scogliera perdendo infine la vita. Diventato un fantasma, ha acquisito la capacità di possedere e fondersi con i veicoli con cui entra in contatto, rivelandosi molto ostico come spettro. Ha tendenze feticiste poiché andando sempre più veloce aumenta la sua eccitazione.

- Denominato Queen Bee: spettro che infesta la scuola di Daten City. Si mostra inizialmente come una studentessa bionda, idolo della scuola capo delle ragazze cheerleader. Il suo vero aspetto è di un'ape regina umanoide che può generare piccole vespe in grado di possedere gli altri studenti. In origine Barbie era stata la ex reginetta della scuola. Perse la vita punta da un'ape tenuta in cattività da un nerd della sua stessa scuola che lei bullizzava.

- Bloody Hood e Gal Ghoul: chiaramente ispirati alla fiaba di Cappuccetto Rosso. Il fratello più piccolo ha un'ascia che usa come arma e può assumere le sembianze di una bambina mentre il fratello maggiore ha la forma di un grosso lupo. Essi sono collegati fra loro tramite un cavo. Avidi di denaro, il fratello più piccolo adesca gli umani nelle sembianze di una bambina, per poi farli prendere dal fratello più grande estorcendogli i soldi. Viene rilevato che in vita erano stati una prostituta e il suo pappone. Mentre erano a fare un picnic, un lupo li assalì sbranandoli.

- Denominato Cowper: spettri di bambini che non sono potuti nascere. Il risentimento per non essere nati li ha portati a trasformarsi in fantasmi vendicatori.

- Hell Pound: un gigantesco spettro dalle sembianze di una donna in sovrappeso che produce dolci, che rendono all'istante obesi gli uomini e le donne che li mangiano. È uno spettro nato dal risentimento di tutte le donne grasse che non sono mai riuscite a dimagrire o essere accettate per il loro aspetto.

- Secret Speed Star: un fantasma che si ciba di biancheria intima. In vita era un ragazzo che partecipò a una corsa di intimo, inseguito da ragazze che volevano prenderlo. Colpito da un fulmine, perse infine la vita trasformandosi, in un fantasma feticista di intimo.

- Ugly Snot-Oscar H. Genius: un giovane e affascinante nobile uomo milionario, ma il suo vero aspetto è di uno spettro. Ha tendenze feticiste, provando eccitazione quando si scaccola il naso. Quando era umano è scivolato sopra una caccola perdendo infine la vita.

- Terao: un padre di famiglia lavora in una ditta di vendite. Conducendo una vita umiliante, il suo risentimento nel corso degli anni è aumentato fino a manifestarsi. Rigurgita infine uno spettro melmoso che attacca la città, ma Panty e Stocking intervengono subito distruggendolo.

- Fantasmi soldato: spettri privi di volontà creati nei sotterranei della scuola, dalle sorelle demoni. Poiché si tratta di spettri artificiali, sono dei falsi e non possiedono monete celesti.

- Fantasma dei bagni: piccolo fantasma che si aggira nei bagni della scuola. Nonostante la piccola dimensione si rivela ostico, dotato di grande agilità. Come ammesso da lui stesso, in vita era una persona che non era riuscita a realizzare niente, considerato un perdente.

- Fantasmi robot spaziali: chiaramente ispirati ai Transformers dei personaggi Optimus Prime e Megatron. Masculus Prime e Checcatron sono due alieni robot giunti sulla terra per terminare definitivamente la loro eterna sfida senza mai esserci stato un vincitore. Si riveleranno alla fine essere due spettri e che in realtà essi sono morti secoli fa con la distruzione del loro pianeta d'origine. Il risentimento di non avere mai terminato la loro faida li ha trasformati in spettri erranti che vagano nello spazio senza pace. Sono i soli spettri non originari della terra a comparire nella serie.

- Fantasma casinò: un fantasma dall'aspetto di una piramide. Viene usato dalle sorelle demoni nel casinò della città Daten City per fargli divorare tutti i soldi rendendolo più forte e causare una crisi economica mondiale.

- Fantasmi zombie: spettri generati da un siero delle sorelle demoni. L'episodio è un omaggio a George Romero.

- Husband Petter: un piccolo spettro dall'indole amichevole e pacifica. Primo fantasma a essere riconosciuto come cittadino onorario di Daten City. Sembra essere nato dal risentimento delle persone che non hanno mai avuto la forza di reagire nella vita.

- Wife Petter: spettro e moglie di Husband Petter. All'apparenza tranquilla, è in realtà molto aggressiva. Sembra essere nata dal risentimento delle donne che non hanno mai avuto il rispetto degli uomini.

## Episodi
Ogni episodio è diviso in due parti non legate tra di loro, ad eccezione del sesto che ne comprende solamente una e del decimo che invece ne presenta tre.
| Nº | Titolo italiano (traduzione letterale) Giapponese 「Kanji」 - Rōmaji | In onda          | In onda |
| Nº | Titolo italiano (traduzione letterale) Giapponese 「Kanji」 - Rōmaji | Giapponese       |         |
| 1  | Escrezione senza codice d'onore 「仁義なき排泄 /」 - Jingi naki haisetsuDeath Race 2010 「デスレース2010」 - Desu Rēsu nisenjū                                                                               | 1º ottobre 2010  |         |
| 2  | Il ronzio dell'alveare 「ミツバチのざわめき」 - Mitsubachi no zawamekiSex and the Daten City 「セックス・アンド・ザ・ダテンシティ」 - Sekkusu ando za Daten Shiti                                            | 8 ottobre 2010   |         |
| 3  | Catfight Club 「キャットファイト・クラブ」 - Kyattofaito KurabuPulp Addiction 「パルプ・アディクション」 - Parupu Adikushon                                                                                  | 15 ottobre 2010  |         |
| 4  | La sindrome della dieta 「ダイエット・シンドローム」 - Daietto ShindorōmuHigh School Nudical 「ハイスクール・ヌーディカル」 - Hai Sukūru Nūdikaru                                                            | 22 ottobre 2010  |         |
| 5  | Hanamuptra 「ハナムプトラ」 - HanamuputoraVomiting Point 「ヴォミッティング・ポイント」 - Vomittingu Pointo                                                                                                  | 29 ottobre 2010  |         |
| 6  | Donne simili a diavoli 「悪魔のような女たち」 - Akuma no yōna Onna-tachi | 5 novembre 2010  |         |
| 7  | Transwhoremers 「トランスホーム /」 - ToransuhōmuThe Stripping 「現金に裸体を張れ」 - Gennama ni ratai o hare                                                                                                | 12 novembre 2010 |         |
| 8  | ...of the Dead 「… オブ・ザ・デッド」 - ...obu za DeddoUn fantasma arrabbiato 「一匹の怒れるゴースト」 - Ippiki no ikareru Gōsuto                                                                            | 19 novembre 2010 |         |
| 9  | Quando gli angeli mettono il costume da bagno 「天使が水着に着替えたら」 - Tenshi ga Mizugi ni KigaetaraGhost: lo spettro di Daten City 「ゴースト ～ダテンシティの幻～」 - Gōsuto: Daten Shiti no maboroshi | 26 novembre 2010 |         |
| 10 | Inner Brief 「インナーブリーフ」 - Innā BurīfuChuck to the Future 「チャック・トゥ・ザ・フューチャー」 - Chakku tu za FyūchāAiuto! Noi due siamo angeli! 「HELP!二人はエンジェル」 - HELP! Futari wa Enjeru  | 3 dicembre 2010  |         |
| 11 | C'era una volta in Garterbelt 「ワンス・アポン・ア・タイム・イン・ガーターベルト」 - Wansu Apon a Taimu in GātāberutoNothing to Room 「ナッシング・トゥ・ルーム」 - Nasshingu tu Rūmu                        | 10 dicembre 2010 |         |
| 12 | D.C. Confidential 「D.C.コンフィデンシャル」 - D.C. KonfidensharuPanty + Brief 「パンティ＋ブリーフ」 - Pantei + Buriifu                                                                                     | 17 dicembre 2010 |         |
| 13 | Bitch Girls 「ビッチガールズ」 - Bicchi GāruzuBitch Girls: 2 Bitch 「ビッチガールズ 2ビッチ」 - Bicchi Gāruzu Tsū Bitchi                                                                                     | 24 dicembre 2010 |         |

## Colonna sonora
Sigla di apertura
- Theme for Panty & Stocking di Hoshina Anniversary

Sigla di chiusura
- Fallen Angel di Aimee B

## Sequel
A luglio del 2023, Trigger annuncia una nuova serie New Panty & Stocking with Garterbelt. La serie  viene pubblicata su Prime Video dal 10 luglio 2025.